# Mexicobrug
De Mexicobrug is een brug in het Antwerpse havengebied op de rechteroever van de Schelde, in de zogenaamde oude haven. De brug ligt over de verbindingsgeul tussen het Kattendijkdok en het Houtdok. Sinds 2001 is de brug een beschermd monument.
De Mexicobrug is een complex van twee identieke rolbasculebruggen van het type Scherzer met een elektrische aandrijving. De brug heeft een doorvaartbreedte van 21 meter. Hier komt weinig scheepvaartverkeer zodat deze bruggen meestal open zijn voor het auto- en vrachtverkeer. Het VHF-kanaal is 69. 

## Geschiedenis
Tussen 1873 en 1935 lag hier brug C, een hydraulische draaibrug (zoals de Kempischebrug). In 1936 werd de oostelijke rolbasculebrug voltooid, in 1941 de westelijke brug. De oostelijke brug werd in 1979 gerestaureerd en de westelijke brug in 1982.
In 1997 werd aan de onderzijde van iedere brug een kunstwerk van de Antwerpse kunstenares Nancy Van Meer bevestigd in het kader van de tentoonstelling Bridge Art tijdens het Portival-festival in de Haven van Antwerpen. Ook vier andere bruggen in de oude haven werden op deze manier "aangekleed". De kunstwerken waren enkel zichtbaar als de bruggen geopend werden voor het scheepvaartverkeer.
De Mexicobrug was vroeger tevens een enkelsporige spoorbrug, met straatspoor, wat nog lang te herkennen was aan de westelijke brug, waar op het beweegbare gedeelte nog een stuk treinrails lag. In 2019 is de westelijke brug in gebruik genomen voor een dubbelsporige tramlijn. Voorafgaand hier aan zijn de bruggen in 2015 verwijderd en per schip vervoerd naar een atelier waar zij hersteld zijn. Sindsdien is de openings-snelheid ook opgevoerd. Tot dan duurde een opening 40 minuten.Desondanks is er maar één opening per week gepland, en dan nog alleen op aanvraag.
De spoorlijn kwam uit de richting van de havendokken en ging via de oude Albertbrug of Straatsburgbrug en Londenstraat richting voormalig emplacement Stuivenberg.
In 2024 ging het beheer van deze brug, de Londenbrug en de Nassaubrug (Antwerpen) over van de Haven van Antwerpen-Brugge naar de Stad Antwerpen .
Albertbrug · Asiabrug · Berendrechtbrug · Boudewijnbrug · Droogdokbrug · Farnesebrug · Frederik Hendrikbrug · Kattendijkbrug · Kempischebrug · Kruisschansbrug · Lefèbvrebrug · Lillobrug · Londenbrug · Luikbrug · Meestoofbrug · Melselebrug · Mexicobrug · Nassaubrug · Noorderlaanbrug · Noordkasteelbrug · Noordlandbrug · Oosterweelbrug · Oudendijkbrug · Petroleumbrug · Royersbrug · Siberiabrug · Straatsburgbrug · Van Cauwelaertbrug · Willembrug · Wilmarsdonkbrug · Zandvlietbrug · Ophaalbrug Merksem Groot Dok · Ophaalbrug Merksem Klein Dok